# Amplatz-BMC
L' Amplatz-BMC (codi UCI: AMP) és un equip ciclista austríac de categoria continental. Creat el 2013, l'any següent va començar a competir als circuits continentals de ciclisme.

## Principals victòries
- Banja Luka-Belgrad II: Andi Bajc (2015)
- Rund um Sebnitz: Andi Bajc (2014), Maximilian Kuen (2015)
- East Bohemia Tour: Jan Tratnik (2015)
- Gran Premi Südkärnten: Jan Tratnik (2015, 2016)
- Visegrad 4 Bicycle Race-GP Kerékpárverseny: Marek Čanecký (2016)
- Umag Trophy: Rok Korošec (2017)
- Poreč Trophy: Matej Mugerli (2017)
- Istrian Spring Trophy: Matej Mugerli (2017)
- Gran Premi Kranj: Matej Mugerli (2017)
- Visegrad 4 Bicycle Race-GP Czech Republic: Rok Korošec (2017)

### Grans Voltes
- Tour de França
  - 0 participacions

- Giro d'Itàlia
  - 0 participacions

- Volta a Espanya
  - 0 participacions

## Composició de l'equip
| \| Llista de l'equip 2017 \| Llista de l'equip 2017 \| Llista de l'equip 2017 \| Llista de l'equip 2017 \| \| Ciclista \| Data de naixement \| Equip previ \| \| \| -------------------------------------------------------- \| ---------------------- \| -------------------------------------- \| ---------------------- \| \| Andi Bajc \| 14 de novembre de 1988 \| \| \| \| Marek Čanecký \| 17 de juny de 1988 \| Salcano Manisaspor Cycling Team (2012) \| \| \| Tobias Edelbauer \| 11 de juliol de 1998 \| \| \| \| Gerd Fidler \| 13 de setembre de 1996 \| \| \| \| Julian Gruber \| 4 de octubre de 1997 \| \| \| \| Rok Korošec (17 de feb–31 de des) \| 24 de novembre de 1993 \| Radenska Ljubljana (2016) \| \| \| Péter Kusztor \| 27 de desembre de 1984 \| Utensilnord (2014) \| \| \| Matej Mugerli \| 17 de juny de 1981 \| Synergy Baku Cycling Project (2016) \| \| \| János Pelikán \| 19 de abril de 1995 \| Utensilnord (2015) \| \| \| Hermann Pernsteiner \| 7 de agost de 1990 \| \| \| \| Andreas Umhaller \| 20 de febrer de 1992 \| \| \| \| Thomas Umhaller \| 6 de juliol de 1995 \| \| \| \| \| \| \| \| \| Fonts: ProCyclingStats Cycling Quotient Cycling Archives \| \| \| \| |                        |                                        |  |
| Llista de l'equip 2017 |                        |                                        |  |
| Ciclista | Data de naixement      | Equip previ                            |  |
| Andi Bajc | 14 de novembre de 1988 |                                        |  |
| Marek Čanecký | 17 de juny de 1988     | Salcano Manisaspor Cycling Team (2012) |  |
| Tobias Edelbauer | 11 de juliol de 1998   |                                        |  |
| Gerd Fidler | 13 de setembre de 1996 |                                        |  |
| Julian Gruber | 4 de octubre de 1997   |                                        |  |
| Rok Korošec (17 de feb–31 de des) | 24 de novembre de 1993 | Radenska Ljubljana (2016)              |  |
| Péter Kusztor | 27 de desembre de 1984 | Utensilnord (2014)                     |  |
| Matej Mugerli | 17 de juny de 1981     | Synergy Baku Cycling Project (2016)    |  |
| János Pelikán | 19 de abril de 1995    | Utensilnord (2015)                     |  |
| Hermann Pernsteiner | 7 de agost de 1990     |                                        |  |
| Andreas Umhaller | 20 de febrer de 1992   |                                        |  |
| Thomas Umhaller | 6 de juliol de 1995    |                                        |  |
| |                        |                                        |  |
| Fonts: ProCyclingStats Cycling Quotient Cycling Archives |                        |                                        |  |

## Classificacions UCI
L'equip participa en les proves dels circuits continentals i principalment en les curses del calendari de l'UCI Europa Tour.
UCI Àfrica Tour
| Temporada | Classificació per equips | Millor ciclista en la classificació individual |
| --------- | ------------------------ | ---------------------------------------------- |
| 2014      | 22è                      | Péter Kusztor (124è)                           |

UCI Europa Tour
| Temporada | Classificació per equips | Millor ciclista en la classificació individual |
| --------- | ------------------------ | ---------------------------------------------- |
| 2014      | 60è                      | Jan Tratnik (172è)                             |
| 2015      | 37è                      | Andi Bajc (90è)                                |
| 2016      | 41è                      | Jan Tratnik (128è)                             |
| 2017      | 39è                      | Matej Mugerli (210è)                           |